# PPP -Premium Performance Party-
『PPP -Premium Performance Party-』は、AAAのライブ映像作品

## 概要
- ファン投票によって選曲された「見たいライブ」「思い出のライブ」12曲を収録したDVD。
- ファンクラブ会員限定販売商品。

## 収録映像曲
1. BLOOD on FIRE
「a-nation'05 powered by weider」の映像。
1stシングル。
2. Getチュー！
「4th ATTACK at SHIBUYA-AX on 4th of April」の映像。
13thシングル。
3. 最後のコトバ
「2nd Anniversary Live -5th ATTACK 070922- 日本武道館」の映像。
3rdアルバム収録曲。
4. ボクラノテ
「1st Anniversary Live -3rd ATTACK 060913- at 日本武道館」の映像。
1stアルバム収録曲。
5. SUNSHINE
「a-nation'07 powered by weider」の映像。
15thシングル。
6. Samurai heart -侍魂-
「4th ATTACK at SHIBUYA-AX on 4th of April」の映像。
12thシングル。
7. ハリケーン・リリ、ボストン・マリ
「a-nation'06 powered by weider」の映像。
7thシングル。
8. Champagne Gold
「1st Anniversary Live -3rd ATTACK 060913- at 日本武道館」の映像。
2ndアルバム収録曲。
9. 唇からロマンチカ
「2nd Anniversary Live -5th ATTACK 070922- 日本武道館」の映像。
14thシングル。
10. 出逢いのチカラ
「1st ATTACK at SHIBUYA-AX」の映像。
1stアルバム収録曲。
11. Welcome to This World
「明日はFriday Party!!」の映像。
1stアルバム収録曲。
12. Shalala キボウの歌
「2nd ATTACK at Zepp Tokyo on 29th of June 2006」の映像。
6thシングル。